# Rumin (Chorwacja)
Rumin – wieś w Chorwacji, w żupanii splicko-dalmatyńskiej, w gminie Hrvace. W 2011 roku liczyła 190 mieszkańców.